# Andrea Ramírez (Radsportlerin)
Andrea Ramírez Fregoso (* 25. September 1999) ist eine mexikanische Radrennfahrerin.

## Sportlicher Werdegang
Als Juniorin zeichnete sich Ramírez 2016 und 2017 durch Siege und Medaillen bei den mexikanischen und den panamerikanischen Meisterschaften in Straßenrennen und Einzelzeitfahren aus. Nach ihrer Juniorenzeit fuhr sie ab 2018 beim mexikanischen UCI-Team Swapit-Agolico. In Rennen auf dem amerikanischen Kontinent war sie mehrfach erfolgreich, so gewann sie mit Clásica CRC 506 und Clásica Esencial Costa Rica zwei Eintagesrennen in Costa Rica sowie ein Zeitfahren beim US-amerikanischen Joe Martin Stage Race. In der Vuelta Tica genannten Costa-Rica-Rundfahrt wurde sie hinter ihrer Mannschaftskameradin Marcela Prieto Zweite und gewann Berg-, Punkte- und Nachwuchswertung. 2019 und 2020 wurde sie mexikanische Meisterin im Einzelzeitfahren, Anfang 2020 Siebte in der australischen Women’s Tour Down Under.
Auch aufgrund des letzteren Resultats wurde sie 2021 vom italienischen Team A.R. Monex verpflichtet und fuhr unter anderem den Giro Donne. Im Folgejahr wechselte sie zum spanischen Team Massi-Tactic, 2023 zu  Bizkaia-Durango. Siege konnte sie in ihrer Zeit in Europa nicht erzielen, hatte aber 2023 durchgehend gute Resultate in Amerika: Sie gewann zum dritten Mal die mexikanischen Meisterschaften im Einzelzeitfahren und war bei den Panamerika-Meisterschaften, den Zentralamerika- und Karibikspielen und den Panamerikaspielen sowohl im Straßenrennen als auch im Einzelzeitfahren jeweils unter den Top 10. Für 2024 wechselte sie zum US-amerikanischen Team Boneshaker Project.

## Erfolge
2016
 Mexikanische Meisterin – Einzelzeitfahren (Junioren)
 Panamerika-Meisterin – Straßenrennen (Junioren)
 Panamerika-Meisterschaften – Einzelzeitfahren (Junioren)
2017
 Mexikanische Meisterin – Straßenrennen, Einzelzeitfahren (Junioren)
 Panamerika-Meisterschaften – Einzelzeitfahren (Junioren)
 Panamerika-Meisterschaften – Straßenrennen (Junioren)
2019
 Mexikanische Meisterin – Einzelzeitfahren
eine Etappe Joe Martin Stage Race
Nachwuchswertung Guatemala-Rundfahrt
Berg-, Punkte- und Nachwuchswertung Costa-Rica-Rundfahrt
Clásica CRC 506
Clásica Esencial Costa Rica
2020
 Mexikanische Meisterin – Einzelzeitfahren
2023
 Mexikanische Meisterin – Einzelzeitfahren
2025
eine Etappe Kolumbien-Rundfahrt